# 27348 Mink
27348 Mink è un asteroide della fascia principale. Scoperto nel 2000, presenta un'orbita caratterizzata da un semiasse maggiore pari a 2,2891650 UA e da un'eccentricità di 0,1366204, inclinata di 7,07393° rispetto all'eclittica.